# Plantengeografie
Plantengeografie houdt de deelgebieden chorologie (chorologische biogeografie) en floristiek (floristische geobotanie) in. Plantengeografie is de studie van de verspreidingspatronen van planten en van de floristische inventaris van gebieden.
De grootte en de aard van de arealen van soorten (of van ondersoorten, geslachten of families) kan verklaard worden op grond van historische factoren zoals continentverschuiving, ijstijden, soortvorming en uitsterving, en op grond van geografische factoren zoals klimaat, gebergtebarrières en zeekusten. Daarbij kan ook menselijk handelen een barrièrewerking hebben.

## Bepaling van plantenarealen
Om inzicht te krijgen in het verspreidingspatroon of arealen van planten kunnen er, aan de hand van gegevens in flora's en van herbaria, verschillende methodes gevolgd worden.
Men kan stippenkaarten maken voor zeldzamere soorten en voor algemenere soorten in gebieden waar ze zeldzaam zijn door de gedocumenteerde vindplaatsen op een kaart te zetten. Daarna kan men de gebieden afgrenzen door met een lijn de buitenste punten te verbinden. In gebieden waar de soorten algemeen zijn, kan men de gebieden arceren, en eventueel dunner arceren waar de soorten minder frequent voorkomen.

Verspreidingsgebied van Newcastelia spodiotricha
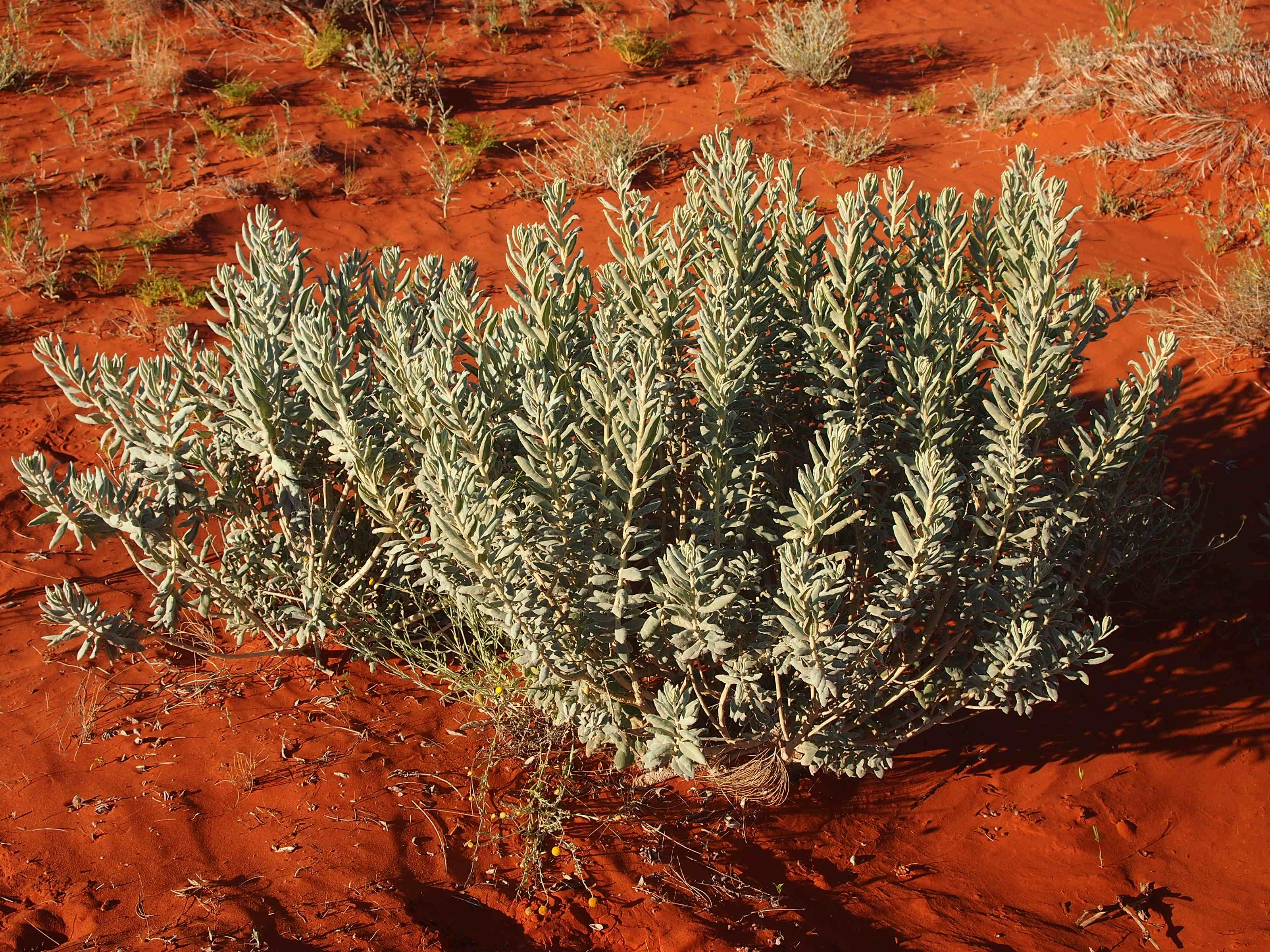
Habitus van Newcastelia spodiotricha
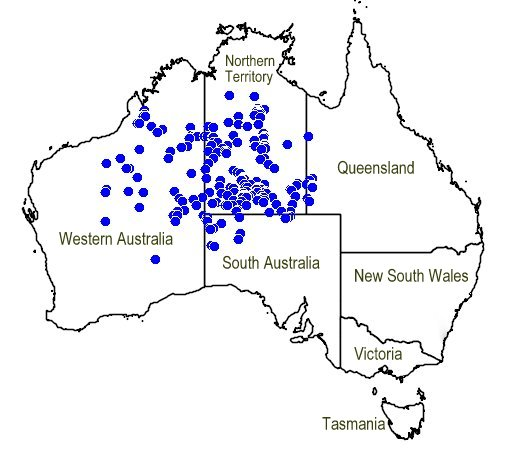
Stippenkaart voor Newcastelia spodiotricha in Australië

Door het gebruik van een raster op een kaart kan men aangeven in welke rastercellen of "hokken" de soort ten minste eenmaal voorkomt, eventueel met verschillende symbolen om bijvoorbeeld aan te geven wanneer de soort voor het laatst gevonden is in het betreffende hok.
Op verschillende websites zijn er databases waarin gegevens van waarnemingen van soorten met hun coördinaten kunnen worden ingevoerd en worden opgenomen, vaak na enige controle van de aard van de gegevens door de beheerders van de database.
De waarnemingen kunnen in een aaneengesloten gebied liggen, maar soms ontbreken waarnemingen in tussengebieden waar het geschikte biotoop voor de soort niet aanwezig of niet aangetroffen is (disjunct verspreidingsgebied). Een voorbeeld vormen de kalkmijdende soorten, die ontbreken in kalkgebieden.
Vaak zijn er buitenposten en exclaves van enkele waarnemingen buiten het gebied van waar de soort vooral voorkomt of gaat het om disjunct verspreidingsgebieden, waar de waarnemingen in twee of meer onderling geografisch gescheiden gebieden liggen. Zo komt het geslacht eik (Quercus) met verschillende soorten voor zowel in Europa als in Noord-Amerika.

## Grootte van arealen

### Kosmopoliet en endeem
De grootte van de verspreidingsgebieden van planten varieert sterk, van verspreid over alle continenten tot een klein, beperkt gebied. Als het areaal van een taxon (bijvoorbeeld van een familie, geslacht of soort) zich uitstrekt over alle continenten, dan heeft het betreffende taxon een kosmopolitische verspreiding en wordt het betreffende taxon een "kosmopoliet" (of "ubiquist") genoemd. Als een taxon voorkomt in een beperkt gebied, spreekt men van endemisme (endemie) en wordt het betreffende taxon een "endeem" genoemd.
Bij de beoordeling van de arealen is de soortopvatting van groot belang. Het areaal is groter als de soort ruim wordt opgevat, maar bij een nauwe soortopvatting zijn de arealen van de bijbehorende taxa kleiner.

Areaal van Turkse den (Pinus brutia).
Areaal van grove den (Pinus sylvestris).

### Arealen van soorten, geslachten en families
De arealen van geslachten vormen een optelling van de tot dat geslacht behorende soorten, en arealen van de families zijn weer groter dan die van de daartoe behorende geslachten. Hierdoor zijn bijvoorbeeld kosmopolitische families algemener dan kosmopolitische geslachten. Ook taxonomische opvattingen, zoals over de omgrenzing van de taxa spelen hierbij een rol.
Voorbeelden van kosmopolitische families zijn de grassenfamilie (Poaceae of Gramineae) en de composietenfamilie (Asterceae of Compositae), die vrijwel over de gehele wereld te vinden zijn. Veel micro-organismen zijn kosmopolitisch, en ook enkele sporenplanten als parapluutjesmos (Marchantia polymorpha), zilvermos (Bryum argenteum), gewoon dikkopmos (Brachythecium rutabulum), gesnaveld klauwtjesmos (Hypnum cupressiforme), heermoes (Equisetum arvense), moerasvaren (Thelypteris palustris) en adelaarsvaren (Pteridium aquilinum). Ook (vrijwel) kosmopolitisch zijn veel water- en moerasplanten (klein kroos, grof hoornblad, lidsteng, riet, galigaan) en akkeronkruiden als paardenbloem en melganzenvoet en tredplanten als straatgras en grote weegbree.

### Paleo-endemisme en neo-endemisme
Bij endemen is het areaal betrekkelijk klein. Er kunnen verschillende typen van endemisme worden onderscheiden: neo-endemisme en paleo-endemisme.
Bij paleo-endemisme is het areaal van het taxon een relict of overblijfsel van een oorspronkelijk veel groter areaal; het gaat hier om een uitstervend taxon. Bekende voorbeelden van tegenwoordig op veel plaatsen in cultuur genomen soorten, die in hun oorspronkelijke areaal als relict zijn te beschouwen, zijn mammoetboom (Sequoiadendron giganteum), Japanse notenboom (Ginkgo biloba), watercipres (Metasequoia glyptostroboides).
Bij neo-endemisme is het taxon is betrokken in het evolutionaire proces van soortvorming. Bij eilanden komt het verschijnsel van neo-endemisme soms duidelijk voor, zoals dat door Darwin (voor verschillende diersoorten) is waargenomen op de Galapagos. Door adaptieve radiatie zijn op de verschillende eilanden weer nieuwe soorten ontstaan.
Voorbeelden van neo-endemisme worden aangetroffen in de alpiene dalen bij veel soorten van de geslachten sleutelbloem (Primula), Gentiana, mansschild (Androsace), steenbreek (Saxifraga) en peperboompje (Daphne). In het algemeen kunnen er meer endemen verwacht worden naarmate een eiland of een andere gebiedje geografisch langer geïsoleerd is geweest.

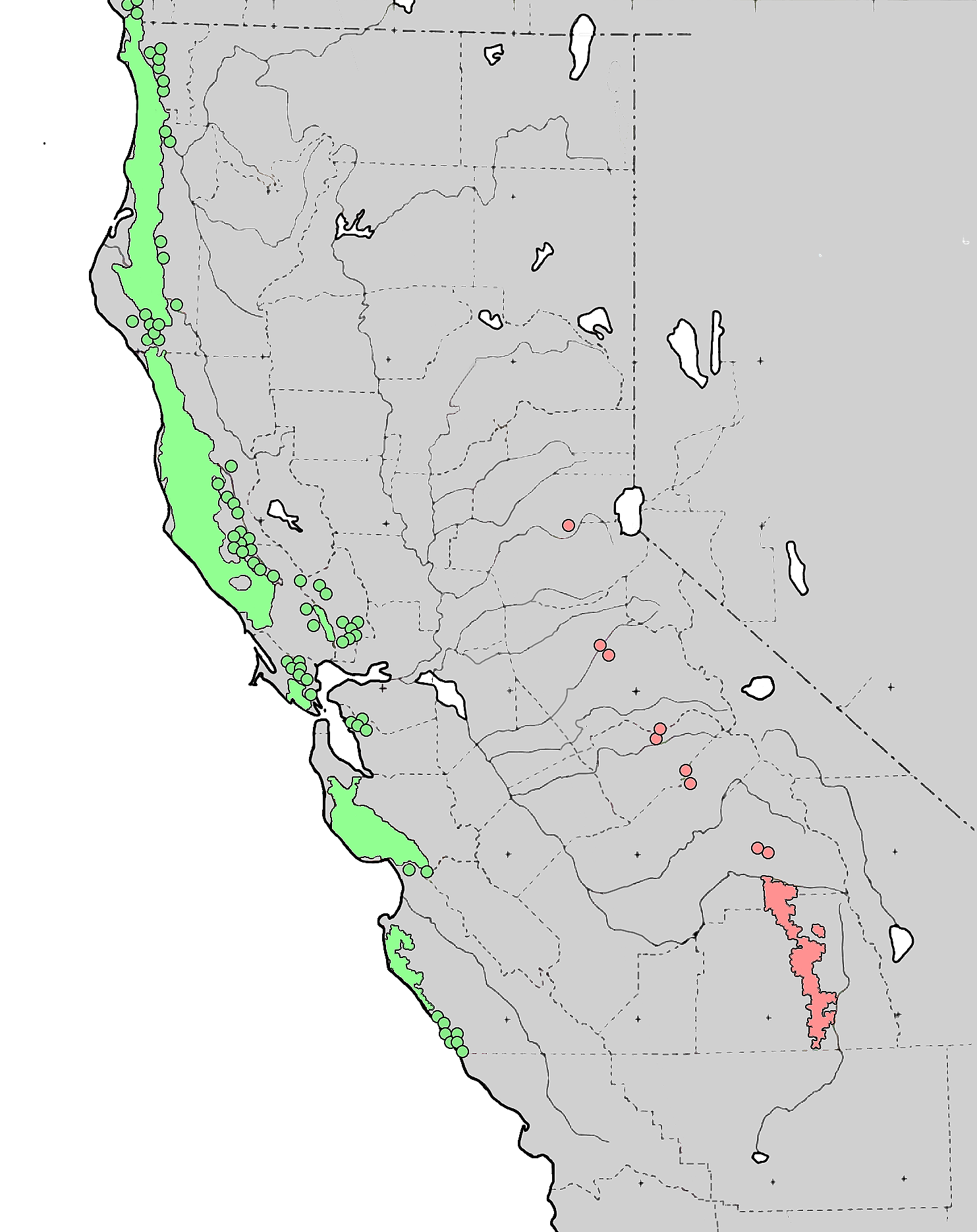
rood: Mammoetboom (Sequoiadendron giganteum), groen: Kustmammoetboom (Sequoia sempervirens)
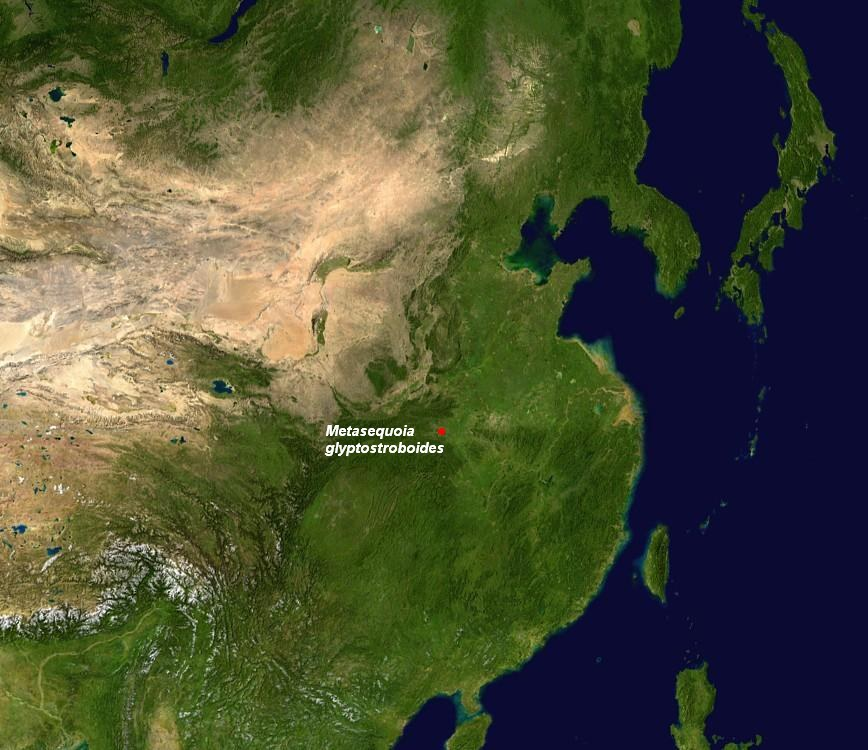
Watercipres (Metasequoia glyptostroboides), oorspronkelijk areaal

## Areaalgrenzen en klimaat
De grenzen van verspreidingsgebieden liggen vaak bij geografische barrières, zoals gebergteketens, of ze vallen samen met de zeekusten. In gebieden waar geen duidelijke geografische barrières zijn hangen de areaalgrenzen samen met andere factoren zoals het klimaat of, in mindere mate, met de bodem, waar de soorten minder bestand zijn tegen de concurrentie van andere soorten.
Bij het onderzoek aan arealen van plantensoorten is een verband gezocht met klimaatfactoren, hoewel een direct oorzakelijke verband niet zonder meer verwacht mag worden. Woestijnen kunnen door droogte of koude voorbeelden zijn voor door het klimaat veroorzaakte areaalgrenzen.
Het klimaat heeft echter invloed op de concurrentie tussen de soorten, waardoor indirecte verbanden verwacht mogen worden. Veel planten kunnen buiten hun areaal vaak goed standhouden als de concurrentie met andere soorten wordt buitengesloten, bijvoorbeeld door te wieden in botanische tuinen. De natuurlijke areaalgrenzen liggen daar waar concurrentiekracht van de soort zodanig is afgenomen dat de populaties zich niet meer kunnen handhaven.
Oost-Europese soorten bereiken naar het westen vaak kun areaalgrens, waar ze niet meer kunnen concurreren met de daar inheemse soorten. Westelijke voorposten zijn soms nog te vinden op extreem droge groeiplaatsen, bijvoorbeeld op warme zuidhellingen met kalkbodem, waar minder concurrentie is. De soorten zijn aan de rand van hun areaal daardoor vaak te vinden op groeiplaatsen die voor de soort weinig karakteristiek zijn.
Er is een ecologische wetmatigheid van de biotoopwisseling en het relatieve gelijk blijven van de standplaats: als naar de grenzen van het areaal van een soort de klimatologische omstandigheden op een bepaalde wijze veranderen, dat kan er bij de soort een biotoopwisseling optreden. Biotoopwisseling houdt een veranderde voorkeur voor het biotoop in, waardoor de verandering in klimaat wordt gecompenseerd en de standplaatsfactoren min of meer constant blijven.
Voorbeelden van biotoopwisseling zijn de soorten die na de ijstijd zich hebben teruggetrokken in de gebergten, waar het klimaat overeenkomt met het noordelijke klimaat. Zo groeit de fijnspar (Picea abies) in het noorden van Europa in het laagland, maar in de Alpen groeit de soort op grotere hoogte en daalt af in wat lagere koele kloven. Omgekeerd groeien zuidelijke laaglandsoorten meer naar het noorden op zonnige zuidhellingen. Steppeplanten trekken zich naar het westen terug op droge, warme kalk- en lösshellingen, en gelden daar als kalksoort wat in het centrum van hun areaal niet het geval is.

## Areaalvorm en genencentra
Genetisch verwante taxa, zoals verwante soorten, ondersoorten of variëteiten, stellen vaak overeenkomstige, maar niet gelijke eisen aan hun standplaats, en kunnen dan ook vaak vergelijkbare verspreidingsgebieden hebben. Zo kunnen er in een bepaald gebied meerdere verwante soorten samen voorkomen, en vormen ze daar een genencentrum.
De genencentra kunnen het oorsprongsgebied aangeven van de taxa, maar niet noodzakelijkerwijs. De meeste taxa zijn geëvolueerd sinds het Tertiair en hebben sindsdien verscheidene klimaatveranderingen doorgemaakt, en daardoor verschuivingen van het areaal. Op deze wijze zijn soms ver van het oorspronkelijke gebied ook secundaire genencentra ontstaan. Een voorbeeld zijn de op cactussen lijkende, bladloze succulente Stapeliasoorten (familie Asclepiadaceae), waarvan veel soorten voorkomen in Zuid-Afrika), maar de oorspronkelijke, bebladerde vormen uit deze familie (Frerea) komen voor in westelijk India.
Voor een begrip van de huidige arealen zijn niet alleen de milieufactoren van betekenis, maar ook historische gegevens zijn van belang. Zo heeft het geslacht esdoorn (Acer) twee genencentra: in oostelijk Noord-Amerika en in Zuidoost-Azië. De verklaring ligt in het optreden van de ijstijden.

## Florarijken

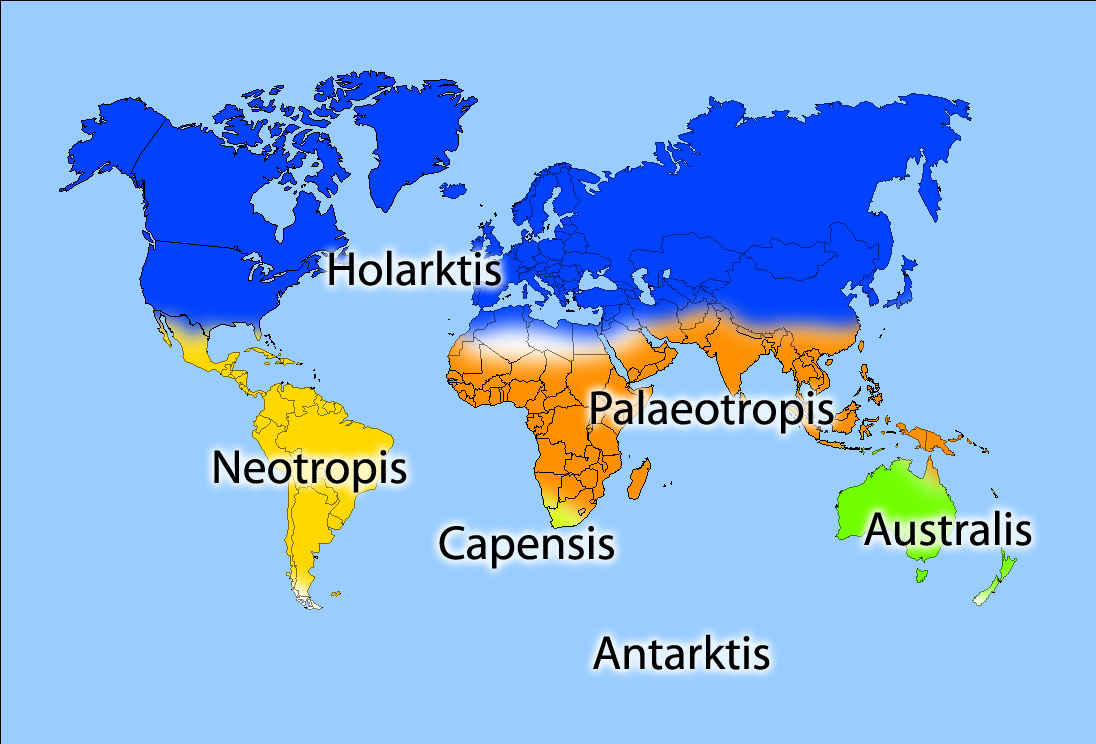
Overzicht van florarijken.

De florarijken zijn de grootste plantengeografische eenheden. Op grond van hun grote onderlinge floristische verschillen worden er op de Aarde zes florarijken onderscheiden. De floristische verschillen worden beoordeeld op grond van de arealen van de hogere taxa als families, onderfamilies en geslachten.
De plantengeografische indeling van de Aarde is: Holarctis, Paleotropis, Neotropis, Capensis, Australis en Antarctis.

### Holarctis
Het Holarctisch gebied of Holarctis beslaat de gematigde gebieden van het noordelijk halfrond met uitzondering van de tropen. Het is qua oppervlak het grootste rijk en beslaat Europa, Azië benoorden de Himalaya, en Noord-Amerika. Europa is hierin het minst soortenrijk, waarschijnlijk doordat de Alpen en Pyreneeën tijdens de ijstijden voor veel soorten een barrière vormden om naar het zuiden uit te wijken. Binnen de Holarctis kan ook nog een onderscheid gemaakt worden in Nearctis & Palearctis
Voorbeelden: de families Aceraceae (esdoornfamilie), Apiaceae (schermbloemenfamilie), Berberidaceae (berberisfamilie), Betulaceae (berkenfamilie), Brassicaceae (kruisbloemenfamilie), Campanulaceae (klokjesfamilie), Caryophyllaceae (anjerfamilie), Fagaceae (napjesdragersfamilie), Primulaceae (sleutelbloemfamilie), Ranunculaceae (ranonkelfamilie), Rosaceae (rozenfamilie), Salicaceae (wilgenfamilie), Saxifragaceae (Steenbreekfamilie), Sparganiaceae (egelskopfamilie) en de geslachten Carex (zegge), Fagus en Pinus (den).

### Paleotropis
Paleotropis beslaat de tropen van de Oude Wereld: Afrika ten zuiden van de Sahara (zonder het meest zuidelijke deel), India, Zuidoost-Azië en Polynesië. India is een onduidelijkheid, evenals overigens Zuidoost-Azië. Ook de flora van Nieuw-Guinea is aan discussie onderhevig. Sommigen rekenen het tot de Paleotropis, anderen zien het als een eigen gebied, Wallensis. Oceanië wordt ook wel gerekend tot een Oceanisch florarijk.
Voorbeelden: de families Didiereaceae, Dipterocarpaceae, Nepenthaceae, Pandanaceae, Zingiberaceae (gemberfamilie) en de geslachten Aloë en Nypa.

### Neotropis
Het Neotropisch gebied of Neotropis wordt gevormd door het tropische gebied in de Nieuwe Wereld: Zuid-Amerika (zonder het meest zuidelijke deel) en Midden-Amerika. De flora Nieuw-Zeeland is een andere onduidelijkheid. Er zijn te weinig eigen families om tot een apart florarijk gerekend te worden. Sommigen maken verschil tussen de flora van het het Noordereiland (Neotropis) en die van het Zuidereiland (Antarctis).
Voorbeelden: de families Bromeliaceae (bromeliafamilie), Cactaceae (cactusfamilie), Cannaceae, Cyclanthaceae, Malpighiaceae, Tropaeolaceae (klimkersfamilie) en de geslachten Agave, Anthurium, Fuchsia en Passiflora (passiebloem).

### Capensis
Kaapflora of Capensis ligt in het zuiden van Afrika en is qua oppervlakte het kleinste florarijk.
Voorbeelden: de families Aizoaceae (ijskruidfamilie), Bruniaceae, Penaeaceae, Restionaceae en de geslachten Erica (dophei), Freesia, Pelargonium, Protea (suikerbos), Leucadendron, Leucospermum, Clivia, Amaryllis en Zantedeschia.
De Arecaceae (palmenfamilie) ontbreekt!

### Australis
Het Australaziatisch gebied of Australis heeft haar hoofdgebied op Australië, inclusief Tasmanië. Er zijn echter duidelijk antarctische invloeden op bijvoorbeeld Tasmanië.
Voorbeelden:de families Casuarinaceae, Goodeniaceae, Myoporaceae, Stylidiaceae, Xanthorrhoeaceae, Styphelioideae (vroeger Epacridaceae, tegenwoordig Ericaceae) en de geslachten Acacia, Banksia, Eucalyptus, Brunonia, Grevillea en Hakea.

### Antarctis
Antarctis omvat de subantarctische eilanden zoals Kerguelen, zuidelijkst deel van Zuid-Amerika, zuidwesten van Nieuw-Zeeland. Het is in het verleden zeer rijk aan soorten geweest, maar het is tegenwoordig een vrijwel uitgestorven gebied.
Voorbeelden: geen families, wel de geslachten Acaena (stekelnootje), Azorella, Nothofagus (schijnbeuk), Gunnera (mammoetblad) en de soorten Colobanthus quitensis en Deschampsia antarctica (antarctische smele).

## Europese areaaltypen
Op grond van de ligging van de arealen van soorten (areaaltypen) kan men bij de soorten verschillende typen of geo-elementen onderscheiden. Geo-elementen zijn voor bepaalde zones kenmerkende soorten (of andere taxa). Midden-Europa behoort tot de Euro-West-Siberische floraregio van het holarctische florarijk. De gebieden kunnen worden onderverdeeld op grond van de zwaartepunten van de verspreidingsgebieden van verschillende soorten. De randgebieden van de arealen van de soorten worden gewoonlijk niet betrokken in de afgrenzing van deze gebieden, omdat aan de rand van hun areaal voorkomende soorten zich vaak weinig karakteristiek gedragen. De arealen vallen voor een groot deel samen met de zonale vegetatietypen waarvan zij een bestanddeel vormen. In West- en Midden-Europa kunnen de verschillende elementen worden onderscheiden, zoals arctische, boreale, Midden-Europese, Atlantische, mediterrane en Pontische elementen.

### Arctische elementen
Arctische elementen zijn de soorten die genoeg aan een zeer korte vegetatietijd met temperaturen tot 10 °C. Ze hebben hun belangrijkste verspreidingsgebied in de arctische, boomloze toendra's, maar ze dringen als subarctische element door in de naaldbossen, waar ze te vinden zijn op de moerassen. De arctisch-alpiene elementen hebben deelarealen in de alpiene gebergten. Voorbeelden zijn subarctische soorten als dwergberk (Betula nana), kruipbraam (Rubus chamaemorus), waarbij arctisch-alpiene soorten als kruidwilg (Salix herbacea), alpenscheefkelk (Arabis alpina), zilverkruid (Dryas octopetala), gletsjerboterbloem (Ranunculus glacialis), Alpenazalea (Loiseleuria procumbens), sneeuwgentiaan (Gentiana nivalis) goed vertegenwoordigd zijn.

### Boreale elementen
Boreale elementen zijn de soorten van de grote boreale naaldwouden, de taiga in Noord-Europa en heel Siberië. De fijnspar (Picea abies) is daar, maar ook in de hoge gebergtezones de zeer kenmerkende soort. Het Linnaeusklokje (Linnaea borealis) is een zeldzamere soort met een boreale verspreiding. Andere boreale soorten, ook voorkomend in de gebergten, zijn alpenden (Pinus cembra) en Europese lork (Larix decidua). Enkele iets verder naar het zuiden reikende, subboreale soorten zijn grove den (Pinus sylvestris), wilde lijsterbes (Sorbus aucuparia), ratelpopulier (Populus tremula), berkensoorten (Betula), wijfjesvaren (Athyrium filix-femina), soorten van de geslachten paardenstaart (Equisetum), wolfsklauw (Lycopodium), wollegras (Eriophorum), Nuphar en Nymphaea, ronde zonnedauw (Drosera rotundifolia), gewone dotterbloem (Caltha palustris), Ribes-soorten, bosooievaarsbek (Geranium sylvaticum), wintergroen-soorten (Pyrola), bosbessoorten (Vaccinium), zwartkorensoorten (Melampyrum) en valkruid (Arnica montana).

### Midden-Europese elementen
Midden-Europese elementen zijn de voor de loofwouden karakteristieke soorten. Deze soorten hebben een verspreidingsgebied dat in Midden-Europa reikt vanaf de Atlantische kusten tot meer of minder ver naar het oosten. De Midden-Europese soorten in engere zin hebben arealen die lopen tot aan de grenzen van Oost-Europa, zoals de boomsoorten Fagus sylvatica, Taxus baccata, Quercus petraea, Acer pseudoplatanus, Tilia platyphyllos, Prunus avium, Hedera helix en de kruiden Arum maculatum, Allium ursinum, Corydalis cava, Atropa belladonna, Galium sylvaticum, rapunzel (Phyteuma spicatum), Colchicum autumnale.

### Atlantische elementen
Atlantische elementen zijn soorten die verschillende mate gebonden zijn aan een oceanisch klimaat. Tot de meest extreem atlantische soorten behoren Daboecia cantabrica (Ierse (dop)heide, die in Midden-Europa volledig ontbreekt) en rode dophei (Erica cinerea) die ook nog op enkele plaatsen in Midden-Europa wordt gevonden. Enkele noordwestelijke soorten zijn gewone dophei (Erica tetralix), beenbreek (Narthecium ossifragum), wilde gagel (Myrica gale) en waterlobelia (Lobelia dortmanna).
De gematigd atlantische of subatlantische soorten zijn onder andere aardbeiganzerik (Potentilla sterilis), kruipbrem (Genista pilosa), brem (Sarothamnus scoparius), fraai hertshooi (Hypericum pulchrum), valse salie (Teucrium scorodonia), vingerhoedskruid (Digitalis purpurea), heidekartelblad (Pedicularis sylvatica), wilde kamperfoelie (Lonicera periclymenum), liggend walstro (Galium saxatile) en zwart knoopkruid (Centaurea nigra).
Enkele atlantische overgangssoorten komen voor op vochtige standplaatsen in het noordelijke deel van het mediterrane gebied, zoals hulst (Ilex aquifolium), koningsvaren (Osmunda regalis), stinkend nieskruid (Helleborus foetidus) en stengelloze sleutelbloem (Primula vulgaris).

### Mediterrane elementen
Mediterrane elementen zijn kenmerkend voor soorten van de wintergroene mediterrane zone met een uitgesproken droge periode in de zomer en met winterregens. Vertegenwoordigers zijn de groenblijvende Quercus ilex, Arbutus unedo, Pinus pinea, Olea europaea, Erica arborea, oleander (Nerium oleander), Citrussoorten. Deze verdragen geen winterkoude en ontbreken dan ook in Midden-Europa.
Rozemarijn (Rosmarinus officinalis), echte thijm (Thymus vulgaris), echte salie (Salvia officinalis) zijn in Nederland en België als keukenkruid bekende tuinplanten, die slecht tegen concurrentie van andere soorten kunnen en die in strenge winters echter sterk te lijden hebben.
De loofverliezende soorten als buxus (Buxus sempervirens), tamme kastanje (Castanea sativa) zijn in Midden-Europa veel aangeplant. Verdere soorten zijn donzige eik (Quercus pubescens), peervormige lijsterbes (Sorbus domestica), elsbes (Sorbus torminalis), Montpelieresdoorn (Acer monspessulanum), gele kornoelje (Cornus mas), wollige sneeuwbal (Viburnum lantana), bosrank (Clematis vitalba), struikpaardenhoefklaver (Hippocrepis emerus), en veel kruidachtige planten als schubvaren (Asplenium ceterach), soorten van de orchideeëngeslachten zoals spiegelorchis (Ophrys), Aceras, Himantoglossum en Limordium, amandelwolfsmelk (Euphorbia amygdaloides), blauw parelzaad (Lithospermum purpurocaeruleum), berggamander (Teucrium montanum), echte gamander (T. chamaedrys) en verschillende akkeronkruiden en ruderale planten zoals pijpbloem (Aristolochia clematitis), Bifora radians, straalscherm (Orlaya grandiflora), Heliotropium europaeum, echte lampionplant (Physalis alkekengi), hondshelmkruid (Scrophularia canina), rapunzelklokje (Campanula rapunculus), groot spiegelklokje (Legousia speculum-veneris).

### Overige elementen
Overige elementen zijn: Pontische elementen, Zuid-Siberische elementen en Turanisch-Centraal-Aziatische elementen. Niet alle soorten kunnen worden gerekend tot een van de hier genoemde geo-elementen, bijvoorbeeld doordat hun areaal over dat van meerdere geo-elementen is verspreid, of doordat hun hoofdverspreidingsgebied in een overgangszone ligt; daarnaast zijn er ook soorten met verbreiding buiten Europa, zoals in Noord-Amerika of in Azië. Ook kunnen er verschillen zijn in areaal tussen de ondersoorten van een soort.

#### Pontische elementen
Soorten van de boomloze Europese steppen, met droge en hete zomer, en met koude winters: voorjaarsadonis (Adonis vernalis), Lathyrus pannonicus, Linum flavum, Onosma arenaria, paarse toorts (Verbascum phoeniceum), bergaster (Aster amellus), Jurinea cyanoides, Kalkdoddegras (Phleum phleoides), Anemone sylvestris, Potentilla alba, knolspirea (Filipendula vulgaris), bergklaver (Trifolium montanum), sikkelklaver (Medicago falcata), bont kroonkruid (Securigera varia), heidezenegroen (Ajuga genevensis), bergandoorn (Stachys recta), melige toorts (Verbascum lychnitis), aarereprijs (Veronica spicata), Asperula tinctoria, en soorten met een grotere verbreiding, meer naar Centraal-Europa als Muscari racemosum, Alyssum montanum, weichselboom (Prunus mahaleb), vuurwerkplant (Dictamnus albus), zandwolfsmelk (Euphorbia seguieriana), vijfdelig kaasjeskruid (Malva alcea), echte kruisdistel (Eryngium campestre), Peucedanum cervaria, kalkaster (Aster linosyris).

#### Zuid-Siberische elementen
Soorten met hum verspreidingszwaartepunt in de lichte berken- en lariksbossen, de overgangszone van de West-Siberische steppen en de taiga (boreale wouden): gevinde kortsteel (Brachypodium pinnatum), Turkse lelie (Lilium martagon), Polygonatum officinale, soldaatje (Orchis militaris), welriekende nachtorchis (Platanthera bifolia), ruwe berk (Betula pendula), echte koekoeksbloem (Silene flos-cuculi), Arabis hirsuta, heuvelaardbei (Fragaria viridis), sporkehout (Rhamnus frangula), rood peperboompje (Daphne mezereum), ruig viooltje (Viola hirta), kleine bevernel (Pimpinella saxifraga), slanke sleutelbloem (Primula elatior), wilgalant (Inula salicina), gevlekt biggenkruid (Hypochaeris maculata), vertakte leeuwentand (Scorzoneroides autumnalis) en andere.

#### Turanisch-Centraal-Aziatische elementen
Soorten van de oostelijke halfwoestijnen, die in westelijkere delen van Europa slecht voorkomen op bijzondere standplaatsen, zoals op zilte bodems: zeekraal (Salicornia europaea), Obione spp., zeealsem (Artemisia maritima) s.l., Lepidium crassifolium, duindoorn (Hippophae rhamnoides), stekend loogkruid (Salsola kali).

## Geo-elementen van Europese gebergten

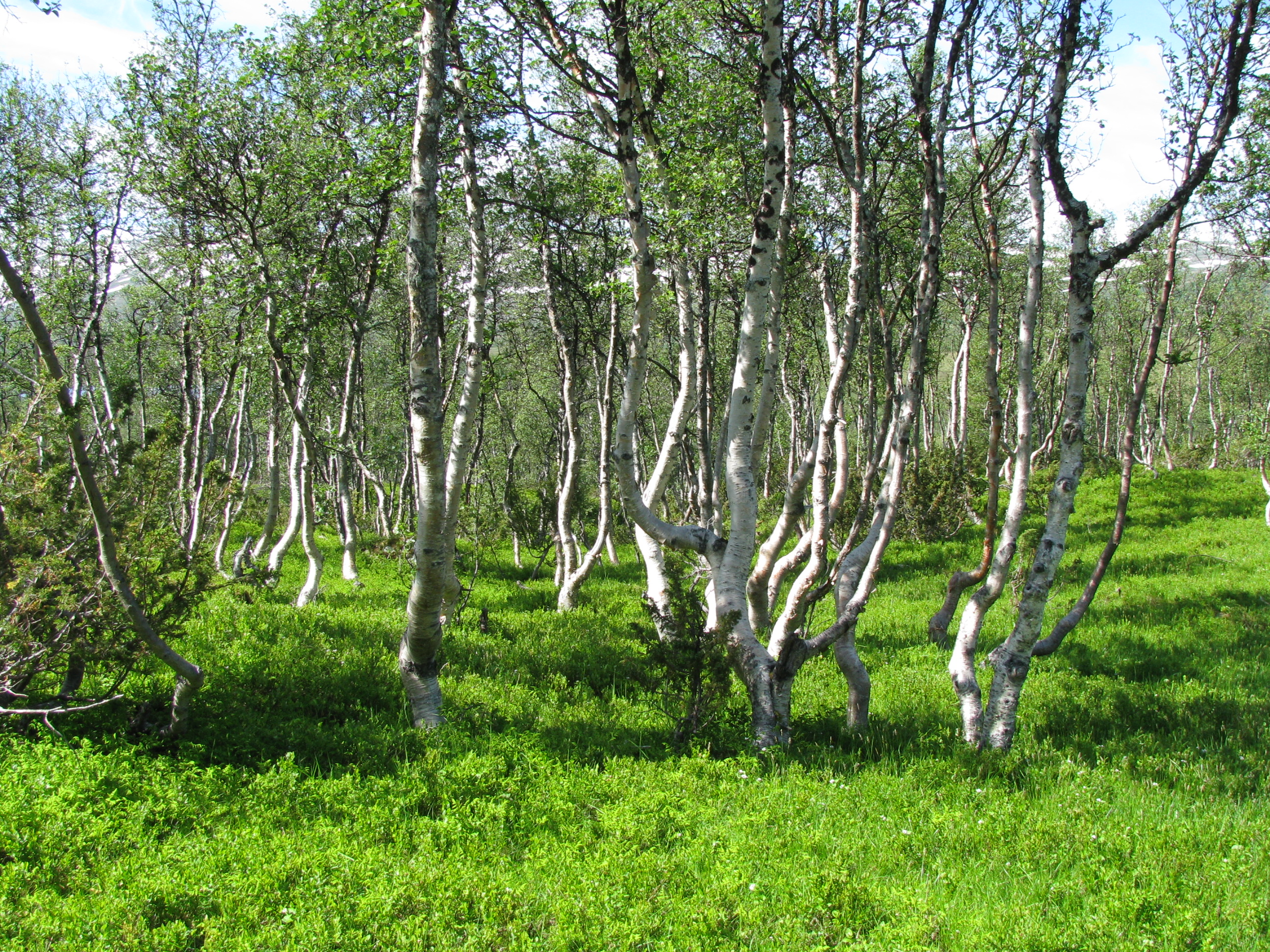
Berken op ongeveer 750 m in Trollheimen, een typisch Scandinavisch subalpien bos

Naarmate op het land de hoogte boven zeeniveau toeneemt, wordt de gemiddelde temperatuur lager en neemt de kans op neerslag, wind en sneeuwbedekking toe. De aard van de flora (en fauna) verandert mee met de gemiddelde hoogte. Van laag naar hoog zijn er in berggebieden verschillende (hoogte)zones of gordels te onderscheiden met elk een eigen karakteristieke soortsamenstelling. In ieder geval in Europa onderscheidt men daarbij boven de planaire hoogtezone (laagland) en de colliene hoogtezone (laaggebergte) ten minste drie vegetatiezones: de montane zone, de subalpiene zone en de alpiene zone. Deze kunnen verder worden onderverdeeld.
In Europa kunnen de volgende (hoogte)zones worden onderscheiden:
1. de planaire zone (laagland) en colliene hoogtezone (laaggebergte), waar vooral de Midden-Europese elementen zijn aan te treffen
2. de submontane zone
3. de montane zone worden gekenmerkt door de bergbossen en een gemiddelde temperatuur tussen de 6 en 12 °C.[2]
4. de subalpiene zone of subalpiene gordel ligt boven de montane zone waar het het geboomte steeds dunner wordt. De bomen zijn hier kleiner en groeien krom. Dit heet in het Duits de Krummholz-zone. De gemiddelde temperatuur in de Krummholz-zone ligt tussen de 3 en 6 °C. Daar waar geen bomen meer kunnen groeien, ligt de boomgrens.

De boomgrens vormt de scheiding tussen de subalpiene en de alpiene zone.
1. de alpiene zone of bergtoendra, waar veel arctische elementen worden aangetroffen, vindt men boven de boomgrens. Deze zone wordt gedomineerd door grassen en lage struiken. De gemiddelde temperatuur ligt tussen 1,5 en 3 °C. De alpiene zone heeft over de hele wereld een aantal gemeenschappelijke kenmerken. Er komen hier veel gras- en zeggesoorten, mossen en korstmossen voor die vaak dichte pollen of "kussens" vormen. Deze alpiene soorten moeten aangepast zijn aan de omstandigheden van het alpiene milieu, zoals lage temperaturen, periodieke droogte, soms harde wind, sterke ultraviolette straling en een kort groeiseizoen.

De sneeuwgrens vormt de scheiding tussen alpiene en nivale zone.
1. de nivale zone, die boven de sneeuwgrens ligt, heeft geen plantengroei door de langdurige sneeuwbedekking. Er zijn alleen nog maar rotsen en ijs bij gemiddelde temperaturen van onder de 1,5 °C.

De hoogte boven zeeniveau van de grenzen tussen de vegetatiezones hangt af onder andere van de breedtegraad, van het klimaat en van de expositie van de helling (de noord- en zuidzijde van gebergten verschillen sterk).